# Rendőrakadémia (televíziós sorozat)
A Rendőrakadémia (eredeti cím: Police Academy: The Series) 1997-ben indult amerikai televíziós vígjátéksorozat. A sorozat alkotója Gerald Sanoff, aki az 1984-es Rendőrakadémia című film és annak folytatásai alapján készítette el a sorozatot. A sorozat főszereplői többek közt Michael Winslow, Matt Borlenghi, Tony Longo, Joe Flaherty és Rod Crawford.
A sorozatot az Amerikai Egyesült Államokban 1997. szeptember 12. és 1998. május 25. között adta le a Syndicated, Magyarországon a TV3 mutatta be először 1998. szeptember 16-án.

## Cselekménye
Az 1984-es Rendőrakadémia-filmhez hasonlóan a sorozat is egy újoncokból álló csoportot követ nyomon, akiket az akadémián képeznek ki. Az újonc csapat vezetője Rich Casey, aki rendszeresen összetűzésbe kerül egyik felettesével, Ledbetter őrmesterrel, de a csapatban megtalálható még a nagyvárosi létet nehezen megszokó Annie Medford, a nehéz felfogású, izompacsirta Luke Cackley, a jól kinéző motorozó, Alice Cervantes és a fegyvermániás Tackleberry testvérek. A Hefilfinger parancsnok irányítás alatt lévő csapatnak nem csak a kiképzéssel, hanem Ledbetterrel és annak spiclijével, Lester Shane-nel is meg kell birkóznia, amiben egy tiszt, a feletteseinek örömmel zaklató Larvell Jones is besegít nekik.

## Szereplők
| Szereplő                          | Eredeti hang       | Magyar hang            |
| --------------------------------- | ------------------ | ---------------------- |
| Richard Casey                     | Matt Borlenghi     | Selmeczi Roland        |
| Sgt. Rusty Ledbetter              | Rod Crawford       | Konrád Antal           |
| Dirk Tackleberry                  | Toby Proctor       | Petrik Péter           |
| Dean Tackleberry                  | Jeremiah Birkett   | Boros Zoltán           |
| Annie Medford                     | Heather Campbell   | Mics Ildikó            |
| Alicia Conchita Montoya Cervantes | Christine Gonzales | Náray Erika            |
| Luke Kackley                      | Tony Longo         | Koncz István           |
| Cmdt. Stuart Hefilfinger          | Joe Flaherty       | Sinkovits-Vitay András |
| Sgt. Larvell Jones                | Michael Winslow    | Széles Tamás           |

## Magyar szinkron
- Magyar szöveg: Kis Odett
- Hangmérnök: Bognár Gyula
- Vágó: Katona Edit
- Gyártásvezető: Dudás Ica
- Szinkronrendező: Szőnyi István
- További magyar hangok: Konrád Antal, R. Kárpáti Péter, Albert Gábor, Mezei Kitty, Zágoni Zsolt, Végh Ferenc

A szinkront a Videovox Stúdió készítette.

## Epizódok
| Sor. | Év. | Cím                                                        | Rendező            | Író                                                                  | Premier                                   |
| --- | --- | ---------------------------------------------------------- | ------------------ | -------------------------------------------------------------------- | ----------------------------------------- |
| 1. | 1.  | Az újoncok (Beauty Is Only Academy Deep)                   | Mark Jean          | Neal Israel, Paul Maslansky, Pat Proft, Gerald Sanoff                | 1997. szeptember 22. 1998. szeptember 16. |
| Egy törekvő újoncokból álló, kicsit nehezen kezelhető alakulat kezdi meg a kiképzést a világ legnépszerűbb rendőrképző intézményében, a Rendőrakadémián. Az újoncok vezetője, Rich Casey naponta összetűzésbe kerül a bosszúra éhes Ledbetter őrmesterrel, és az sem javít a helyzeten, hogy Casey újonctársai akaratlanul is besegítenek a rendőrség jó hírének csorbításában. A nagyra hivatott ifjú kadétok között van a bájos, de a nagyvárosi élettel nehezen barátkozó Annie Medford, Luke Cackley, a kissé nehéz felfogású izompacsirta, Alice Cervantes, a dögös motoros, és természetesen a fegyverimádó Tackleberry testvérek. A kissé szórakozott Hefilfinger parancsnok irányítása mellett a kadétok igyekeznek megbirkózni a kiképzés megpróbáltatásaival és Ledbetter spiclije, Lester Shane ármánykodásaival. Szerencséjükre a hangok fekete mágusa, Larvell Jones, aki ugyan már tiszt a jeles intézményben, még mindig örömét leli feljebbvalói zaklatásában. |     |                                                            |                    |                                                                      |                                           |
| 2. | 2.  | Tegye le azt az orrot! (Put Down That Nose)                | Burt Brinckerhoff  | Neal Israel, Paul Maslansky, Pat Proft, Kathy Slevin                 | 1997. szeptember 29. 1998. szeptember 23. |
| Ledbettert telefonon értesítik, hogy egyik volt kadétja, John Sears, bosszúból, amiért annak idején megbuktatta, meg akarja ölni Hefilfingert. A beszélgetésnek nincs más tanúja, és az Akadémián senki nem érti Ledbetter paranoiás viselkedését: a gyanúsnak tűnő apácák megtámadását még a jónevű pszichiáter sem tudja mivel magyarázni. Kiszámíthatatlan cselekedeteinek köszönhetően Ledbettert felfüggesztik, és Casey-t nevezik ki a helyére. Eközben Sears minden lehetőséget megragad, hogy Hefilfinger közelébe férkőzzön, s erre remek alkalmat szolgáltat az akadémia tehetségkutató versenye, melyen hol kardnyelőként, hol kígyóbűvölőként jelenik meg, azonban minden próbálkozásánál pórul jár. Végül Casey kihallgat egy telefonbeszélgetést Ledbetter és Sears között, és rájön, hogy Ledbetter végig igazat beszélt. |     |                                                            |                    |                                                                      |                                           |
| 3. | 3.  | Eb adta kopója (Ain't Nothin' But a Hound)                 | Jim Drake          | Neal Israel, Paul Maslansky, Pat Proft, Simon Muntner                | 1997. október 6. 1998. szeptember 30.     |
| Egy Billy nevű elítélt, aki a sors fintorának köszönhetően a megszólalásig hasonlít Casey-re, megszökik a börtönből. A megbeszélt terv szerint a közeli bárba siet, ahol Kathy, a barátnője várja. Mielőtt azonban Billy odaérne, Casey lép be az ajtón, aki egy nyomozási gyakorlaton vesz részt, melyen ő alakítja a szökött bűnözőt, akit a társainak meg kell találnia. Kathy természetesen azt hiszi, hogy a szerelme érkezett meg, Caseynek pedig hízeleg a lány közvetlensége. Eközben Dirk és Dean elkapják Billyt, akiről azt gondolják, hogy Casey, és büszkén bekísérik az akadémiára. A megszeppent Billy itt rájön, hogy összekeverik valakivel, és ezt megpróbálja kihasználni, csak minden alkalommal, amikor szökni próbál, a Caseyre vadászó kadétok előállítják. Egy idő után Kathy rájön, hogy nem Billyvel találkozott a bárban, és elmeséli Casey-nek a történetet, aki azonnal az akadémiára siet, hogy figyelmeztesse a fiúkat. Amikor szembetalálkozik a két hasonmás, összeverekszenek, és senki nem tudja megmondani, ki kicsoda, egészen addig, míg a Tackleberry testvérek kedvenc malackája fel nem ismeri Casey-t. |     |                                                            |                    |                                                                      |                                           |
| 4. | 4.  | Két férfi és egy bébi (Two Men and a Baby)                 | Jim Drake          | Neal Israel, Paul Maslansky, Pat Proft, Howard Nemetz                | 1997. október 13. 1998. október 7.        |
| A Tackleberry fivérek ajtajuk előtt egy kisbabát találnak. Annak ellenére, hogy nem tudják, melyiküké lehet a gyermek, hamar hozzászoknak az apasághoz, és amikor a baba váratlanul eltűnik, Casey és Alice segítségével megpróbálják megkeresni a pici mamáját. Hamarosan nyomára bukkannak Joni-nak, aki egy cirkuszban dolgozik. Megtudják, hogy egyikük sem az apa, de Joni nem talált normálisabb embert az ismerősei között, ezért bízta rájuk a gyermekét, akit most a valódi apja rabolt el. Eközben Hefilfinger bemutat egy filmest a kadétoknak, aki az akadémiáról fog filmet készíteni. Ledbetter a filmesek segítségével akarja lebuktatni Casey-t, amint éppen súlyosan megszegi a szabályzatot: akkor akarja lencsevégre kapni, amikor éppen egy prostituálttal találkozik a szobájában. |     |                                                            |                    |                                                                      |                                           |
| 5. | 5.  | Egy halott megpróbáltatásai (Dead Man Talking)             | Ray Austin         | Neal Israel, Paul Maslansky, Pat Proft, Doug Molitor                 | 1997. október 20. 1998. október 14.       |
| Sarah Snodinnak védelemre van szüksége, miután véletlenül sikerül egy fényképen megörökítenie, amint a maffiózó Sam Ianiello megmérgezi társát, Vic Dimozot. A szexi Debbie felügyelő elintézi, hogy Hefilfinger elszállásolja Sarah-t az akadémián, míg vallomástételre kerül a sor Sam ügyében, de minden igyekezete ellenére sem tudja elcsábítani a számára oly kívánatos parancsnokot. Sam megtudja, hogy Sarah-t az akadémián bújtatják, és odaküld egy Artie nevű fickót, hogy szerezze vissza a képet. Artie átkutatja Sarah szobáját, a képet azonban sehol sem találja. |     |                                                            |                    |                                                                      |                                           |
| 6. | 6.  | A feladó ismeretlen (Mummy Dearest)                        | Mark Jean          | Neal Israel, Paul Maslansky, Pat Proft, Michael Gleason              | 1997. október 27. 1998. október 21.       |
| Hefilfinger parancsnok egy csomagküldő szolgálattól szobabiciklit rendel, amikor azonban megérkezik a csomag, legnagyobb meglepetésére egy múmiát talál a dobozban. Úgy dönt, hogy megtartja, amíg ki nem deríti, mi okozta a félreértést. Amikor azonban üres marad az irodája, a múmia egy Gruber nevű bűnöző képében életre kel: Gruber és Shanks nevű társa ugyanis - a múmiaálcát használva - értékes szobrot akarnak elrabolni egy múzeumból. Amikor Shanks észreveszi, hogy összecserélték a csomagokat, elviszi Hefilfingernek a szobabiciklit, és megpróbálja visszaszerezni a saját csomagjátt. Hefilfinger azonban nem elégedett a biciklivel, és nem hajlandó visszaadni a múmiát, inkább céltáblának használja. |     |                                                            |                    |                                                                      |                                           |
| 7. | 7.  | Bokszoló edzőtáborban (No Sweat, Sweet)                    | Burt Brinckerhoff  | Neal Israel, Paul Maslansky, Pat Proft, Howard Nemetz                | 1997. november 3. 1998. október 28.       |
| Amikor a nehézsúlyú bokszoló, Ty Henderson elveszít egy sorsdöntő bokszmeccset, menedzsere a rendőrakadémiára küldi, hogy embert faragjanak belőle. Ty azonban kezdetben üdülőközpontnak nézi az intézményt, Lestert, a szobatársát pedig inasnak használja. Hefilfinger megbízza Caseyt azzal, hogy derítse ki, ki tünteti el az akadémia lakóinak értéktárgyait. Casey szövetkezik Dickkel és Dirkkel, hogy csapdába csalják a titokzatos szarkát, feltűnő helyen hagyva egy értékes karórát. Aznap éjjel valaki ellopja Ty bajnoki övét, és amikor Hefilfinger elégedetlenségét fejezi ki Caseynek, annak feltűnik valami furcsa. Titokban visszatér, és rajtakapja az alvajáró Hefilfingert, amint éppen egy titkos rejtekhelyről bukkan fel, a csaléteknek kitett órával. Miután Casey rájön, hogy az elalvás előtti detektívregények hatására vált tolvajjá a parancsnok, gyorsan valami más olvasnivalót kerít neki. Alice és Ty motoros randevúján egy észrevétlen aszfalthiba hatására Ty megtanul repülni, és ez az incidens a bajnok számára az utolsó csepp a pohárban. Kikönyörgi a menedzserénél, hogy had térjen vissza a normális életbe, és az akadémiás élmények nyomán felhalmozódott agressziót arra használja, hogy kiüsse az ellenfelét, meg a bírót, meg a menedzserét, meg az edzőjét. |     |                                                            |                    |                                                                      |                                           |
| 8. | 8.  | A gyakorlat (All at Sea)                                   | Takács Tibor       | Neal Israel, Paul Maslansky, Pat Proft, Michael Sloan                | 1997. november 10. 1998. november 4.      |
| A strandon sütkérező Alice egy zsebtolvaj lefülelésére készül, aki a pénztárcák mellett a nők fürdőruháját is elrabolja. Amikor azonban véletlenül egy városi elöljáróságot ragad meg a tolvaj helyett, súlyosan felelősségre vonják vérmességéért. Alice teljesen elveszti az önbizalmát, ám végül mégis sikerül nyakon csípnie a gonosztevőt. Egy közös vacsora alkalmával Annie bevallja Casey-nek, hogy attól tart, meg van átkozva, mert ha közelebbi kapcsolatba kerül egy férfivel, az hamarosan súlyos sérüléseket szenved. Bár Casey kineveti ezért a félelméért, hamarosan egy tál spagetti hullik az ölébe egy ügyetlen pincér kezéből. A kétségbeesett Annie ezek után kikéri két szakértő véleményét, akik igyekeznek meggyőzni arról, hogy elmúlt felőle az átok. A lány ezek után rajtakapja Casey-t egy csinos színésznővel, de Casey kimagyarázza az erősen félreérthető helyzetet, és helyreáll közöttük a béke. |     |                                                            |                    |                                                                      |                                           |
| 9. | 9.  | Esküvői bonyodalmak (Les Is More)                          | Mark Jean          | Neal Israel, Paul Maslansky, Pat Proft, Eva Almos                    | 1997. november 17. 1998. november 11.     |
| Casey megment egy Felicia nevű nőt az öngyilkosságtól, s az teljesen belehabarodik a hős rendőrbe, aki egyébként Annie-val jár. Casey igyekszik megmagyarázni Feliciának, hogy nem tudja viszonozni az érzéseit, azonban a nő annyira ragaszkodik hozzá, hogy ezért még az akadémiára is képes jelentkezni. Lester fejsérülést szenved egy gyakorlaton, és furcsán kezd el viselkedni: Batman-nek, Julius Caesar-nak és egy Carmen Miranda nevű énekesnőnek képzeli magát. A pszichiáter tanácstalan, mire Ledbetter felvállalja a gyógyító szerepét, s egy hamutartóval ismételten fejbe veri Lester-t, aki erre magához tér. Azonban amikor a szerelemtől elvakult Felicia egy nagy darab húst készül Annie fejéhez vágni, Lester-t találja el, aki ekkor már kutyának képzeli magát. |     |                                                            |                    |                                                                      |                                           |
| 10. | 10. | Ha én gazdag... (If I Were a Rich Cop)                     | Ray Austin         | Neal Israel, Paul Maslansky, Pat Proft, Kathy Slevin                 | 1997. november 24. 1998. november 18.     |
| Amikor Ledbetter megbízásából Luke egy gödröt ás, beszakad alatta a föld, és egy csontvázakkal teli teremben találja magát. Luke leviszi magával Casey-t ide, és találnak egy naplót, amelyben mesés kincsről olvashatnak. Kincskeresésre adják a fejüket, amiben minden kadét csatlakozik hozzájuk, kivéve Lester-t, aki mindenről beszámol Ledbetter-nek, s amikor Casey megtalálja az aranyat rejtő ládikát, Ledbetter magának követeli azt. Sajnálatos módon azonban Hefilfingernek köszönhetően a ládika tartalma szanaszét szóródik. Annie megharagszik Casey-re, amiért Alice-szal íratja meg a dolgozatát, és amikor legközelebb puskázáson kapja, a maga módján bünteti meg. |     |                                                            |                    |                                                                      |                                           |
| 11. | 11. | Egy áruházban az ellenséggel (Shopping with the Enemy)     | Takács Tibor       | Neal Israel, Paul Maslansky, Pat Proft, Kathy Slevin                 | 1997. december 1. 1998. november 25.      |
| Az elmaradt nyári vakáció miatt a kadétok körében általános a rosszkedv, és míg Ledbetter már alig várja a szokásos évi túszdráma-gyakorlatot, a jólelkű Hefilfinger elvisz mindenkit egy bevásárló központba, hogy a vásárlás feledtesse velük a kiképzéssel járó lemondásokat. Az áruházban három bűnöző, Bonnie és Clyde valamint Clyde nyuszi ruhás bátyja, Harvey foglyul ejtenek néhány vásárlót, köztük Hefilfingert. Hefilfinger azt hiszi, hogy ami vele történik, már a túszdráma-gyakorlat része, és elárulja támadóinak, hogy más rendőrök is vannak az áruházban rajta kívül. |     |                                                            |                    |                                                                      |                                           |
| 12. | 12. | Luke és a... (Luke... Warm)                                | Donald Shebib      | Neal Israel, Paul Maslansky, Pat Proft, Dan Wilcox                   | 1998. január 26. 1998. december 2.        |
| Luke beleszeret Annie-be, és titokban virágokat, édességet és szerelmes verseket küldözget neki, ő azonban azt hiszi, hogy az ajándékokat Casey-től kapja. Annie néhai férjének köszönhetően átok ül azokon a férfiakon, akikbe a lány beleszeret, így aztán Casey-t sorra érik a váratlan balesetek, amit aztán hamarosan megelégel, és inkább elmenekül Annie-től. Szerencsére Annie-nek végül sikerül meggyőznie arról, hogy mellette biztonságban van, és Luke legnagyobb bánatára kibékülnek. Hefilfinger Jonest bízza meg azzal, hogy derítse ki, ki lopja el az akadémia rendőrautóit, azonban amikor egy szerencsétlen véletlen folytán elmegy a hangja, Jones a Tackleberry fivéreknek adja át az ügyet. Némi sárga festék segítségével a két fiúnak sikerül az autótolvaj nyomára bukkannia. |     |                                                            |                    |                                                                      |                                           |
| 13. | 13. | Csakis az igazat (The Truth Ain't What It Used to Be)      | Donald Shebib      | Neal Israel, Paul Maslansky, Pat Proft, Alan Moskowitz, Scott Redman | 1998. február 2. 1998. december 9.        |
| Casey ellen súlyos vád merül fel, melyről az akadémia törvényszékén kell számot adnia. A kadétok közül többen tanúvallomásukkal bizonyítják, hogy egy bankrablás során, segítségére volt egy Max nevű bűnözőnek. Később kiderül, hogy Max fel akarta robbantani a bankot, és megölni az ott tartózkodókat, ha nem tud biztonságban kisétálni annyi pénzzel, ami elegendő a pszichiátere kifizetésére. Max-et letartóztatják, Casey-t pedig hőssé avatják. |     |                                                            |                    |                                                                      |                                           |
| 14. | 14. | Szellemjárás (Hoop Nightmares)                             | Ray Austin         | Neal Israel, Paul Maslansky, Pat Proft, Alan Daniels                 | 1998. február 9. 1998. december 16.       |
| Annie-nek születésnapja van, és hiába tesz számtalan megjegyzést erre vonatkozóan, hogy emlékeztesse Casey-t és a többieket, látszólag senki sem veszi észre, mire akarja felhívni a figyelmüket. Eközben Hefilfinger bejelenti, hogy elérkezett a hagyományos kosármeccs ideje, melyen az akadémia és a seriff kadétjai mérhetik össze az erejüket. Az ellenfél vezetője, Hefilfinger örök riválisa, Dreyfuss gyönyörű helyettesével, Juliával felkeresi az akadémiát, mert mindent meg akarnak tenni, hogy ezúttal ők nyerjék meg a meccset. Dreyfuss fogadást ajánl, de Hefilfinger inkább azt javasolja, hogy állja a győztes csapat a győzelmi lakoma költségeit. Casey elhiteti Dreyfuss-szal, hogy Hefilfinger mégis hajlandó fogadni, így Dreyfuss fogadást köt Casey-vel. A meccsen Julia és Dreyfuss minden igyekezete ellenére az akadémia csapata nyer, és Casey az így nyert összeget Annie szülinapi partijára fordítja. |     |                                                            |                    |                                                                      |                                           |
| 15. | 15. | Haj, de jó! (Lend Me Your Ears)                            | Mark Jean          | Neal Israel, Paul Maslansky, Pat Proft, Alan Moskowitz, Scott Redman | 1998. február 16. 1998. december 23.      |
| Ledbetter kipróbál egy vadonatúj hajnövesztőszert, mely robbanásszerű hajnövekedést ígér. A dolog azonban túl jól sikerül, és az őrmester hatalmas, meglehetősen veszélyes sörényt növeszt. Hefilfinger úgy érzi, nem alkalmas a parancsnok-szerepre, és egy időre átadja helyét Lassard-nak, míg ő csatlakozik a többi kadéthoz és részt vesz a kiképzéseken. A kiképzéseket vezető Ledbetter kénytelen elviselni az újoncruhába bújt Hefilfinger gúnyolódását, mert tudja, hogy előbb utóbb ismét a felettese lesz. Az egyre szemtelenebb Hefilfinger megjelenteti Ledbetter bozontos fotóját egy képeslapban, és egy karnevál fő attrakciójává teszi a pórul járt őrmestert. S mindezek mellett, ahelyett, hogy jelentené feletteseinek, hogy a kadétok szerencsejátékokkal múlatják az idejüket, örömmel csatlakozik hozzájuk. |     |                                                            |                    |                                                                      |                                           |
| 16. | 16. | Dr. Hightower (Dr. Hightower)                              | Christopher Hibler | Neal Israel, Paul Maslansky, Pat Proft, Bill Taub                    | 1998. február 23. 1998. december 30.      |
| Hightower immár kapitányként tér vissza az akadémiára, hogy az év öregdiákja címet átvegye. Ledbetter távollétében kicsit beáll kiképzőtisztnek is. Új kadétok érkeznek, köztük Alice egykori motoros barátja, Womack, akiről Alice nehezen tudja elhinni, hogy megszelídült, Hightower Casey segítségével igyekszik megtalálni az akadémia pénzszállító autójának rablóit. Amikor az egyik újonc arra panaszkodik, hogy elromlott a számítógépe, Casey és a kapitány arra gyanakszanak, hogy Womack keze lehet a dologban, bár ő esküszik arra, hogy ártatlan, és Cassandrát vádolja. Nem hisznek neki, ám egy alkalommal a lány a szemük előtt lopódzik be a számítógéphez. |     |                                                            |                    |                                                                      |                                           |
| 17. | 17. | Teknőakció (Bring Me the Turtle of Commandant Hefilfinger) | Mark Jean          | Neal Israel, Paul Maslansky, Pat Proft, Alan Moskowitz, Scott Redman | 1998. március 2. 1999. január 6.          |
| Hefilfinger parancsnok kedvenc teknőse földönkívüli lények hatalmába kerül, és Hefilfinger segítségével egy rendkívül fontos üzenetet kell az emberek számára közvetítenie. Amikor a parancsnok hozzálát az idegen lények üzenetének továbbításához, az akadémián mindenki azt hiszi, elment az esze. Hefilfinger azonban annyira a küldetés hatása alá kerül, hogy még azt is sikerül elérnie, hogy egy talkshow-ba bekerülhessen. Ledbetter őrmester persze igyekszik kihasználni, hogy a parancsnokot a műsor után majd beszámíthatatlannak titulálják, és azt reméli, hogy a helyére kerülhet. |     |                                                            |                    |                                                                      |                                           |
| 18. | 18. | Karateoktatás (Karate Cops)                                | Allan Harmon       | Neal Israel, Paul Maslansky, Pat Proft, Kathy Slevin                 | 1998. március 30. 1999. január 13.        |
| Hefilfinger a házhoz szállított ebédjében egy értékes rubint talál. A drágakövet az étkezde tulajdonosa és társa rabolta el, és amikor kiderül, mi történt, megpróbálják visszaszerezni a kincset. Hefilfinger és Ledbetter azonban hozzájutnak egy modern, hang után működő széfhez, és ebben helyezik biztonságba a rubint. Azonban a kissé szórakozott parancsnok elfelejti a jelszót. |     |                                                            |                    |                                                                      |                                           |
| 19. | 19. | Itt a ló, hol a ló (A Horse of Course)                     | Ray Austin         | Neal Israel, Paul Maslansky, Pat Proft, Al Schwartz                  | 1998. április 6. 1999. január 20.         |
| Lester nagyon magányosnak érzi magát, így hamar barátságot köt egy elhagyatottan kóborló lóval, amire egy erdőben talál rá. Mivel Ledbetter utálja az állatokat, Lester-nek segítségre van szüksége ahhoz, hogy elrejtse a lovat előle. Casey felajánlja a közreműködését, ha cserébe Lester segít neki Annie-vel eltűnni hétvégére az akadémiáról. Ledbetter megtalálja a lovat, és örül, hogy végre kellő okot talált arra, hogy Casey-t eltávolíttassa az intézményből. A négy kadét megtalálja a ló valódi tulajdonosait, és sikerül megmenteniük szegény állatot az elaltatástól. |     |                                                            |                    |                                                                      |                                           |
| 20. | 20. | Kérem a... (Mr. I.Q.)                                      | Donald Shebib      | Neal Israel, Paul Maslansky, Pat Proft, Michael Gleason              | 1998. április 13. 1999. január 27.        |
| Casey szeretné meglepni Annie-t valami drága ékszerrel, és amikor észreveszi, hogy Luke a tévés kvízműsor minden kérdésére tudja a választ, ráveszi, hogy jelentkezzen versenyzőnek, és adja kölcsön neki a nyeremény egy részét. Nagyszerű tervét kis híján meghiusítja a játék műsorvezetője, aki azt akarja, hogy a saját húgáé legyen a nyeremény, Luke-ot azonban nem lehet legyőzni. Lester ellopja Casey egyik képét, és elküldi egy társkereső szolgálatnak a saját nevében. Amikor a hölgyek sorra jelentkeznek a hirdetésre, Lester azt mondja nekik, hogy először vele kell randizniuk, hogy eldönthesse, megfelelnek-e megbízójának. Egy csinos jelentkező hajlandó eleget tenni Lester kívánságának, azt remélve, hogy így majd elnyerheti a jóképű Casey kitüntető figyelmét. |     |                                                            |                    |                                                                      |                                           |
| 21. | 21. | A Tack csapat (Team Tack)                                  | Robert Radler      | Neal Israel, Paul Maslansky, Pat Proft, John Wayne Topping           | 1998. április 20. 1999. február 3.        |
| Egy gyakorlat során Ledbetter parancsára Luke hátba veri Lestert, aki Arnold Fleigelen, az akadémia portásán landol. Amikor az eset kiderül, Herbert Shake, Fleigel minden hájjal megkent jogász rokona biztosítja a pórul járt Arnoldot arról, hogy vádat emel az akadémia ellen, és azt tanácsolja neki, hogy túlozza el a sérüléseit. Luke-ot bűntudata arra készteti, hogy mindent megtegyen a gyengélkedőért, de igyekezete még több bajt okoz.. Az akadémia biztosítója fel akarja számoltatni az intézményt, de Casey elhatározza, hogy utánajár az ügynek. Álruhában felkeresi Shake irodáját, ahol hamarosan kiderül számára, hogy az ügyvéd úr valójában csaló, ám bizonyítékok híján semmit sem tehet ellene. |     |                                                            |                    |                                                                      |                                           |
| 22. | 22. | Az év újonca (Cadet of the Year)                           | Ray Austin         | Neal Israel, Paul Maslansky, Pat Proft, Rick Drew                    | 1998. április 27. 1999. február 10.       |
| A Tackleberry fivérek nagybátyja, az akadémia valamikori legdicsőbb kadétja, Eugene Tackleberry kapitány egy titkos megbízatásból kifolyólag ellátogat egykori iskolájába. S ha már erre jár, kisebb vétség miatt bezárat egy sztriptízbárt, s ezzel magára haragítja annak tulajdonosát, Mondriant. Mondrian lefotózza a kapitányt két sztriptíztáncosnővel, és a képek segítségével megzsarolja Tackleberryt, hogy újra kinyithassa a klubját. Eugene szégyenében kilép a rendőrség kötelékéből, mire Mondriannak megesik rajta a szíve, és felveszi kidobóembernek a bárba. Nem sokkal később Tackleberry pénzmosás vádjával letartóztatja a munkaadóját. Ledbetter elrendeli, hogy Luke-nak Casey segítségével két nap alatt több mint tíz kilót kell fogynia, különben repülnek az akadémiáról. Az őrmester természetesen mindent megtesz azért, hogy ez ne sikerüljön, de minden igyekezete ellenére Casey megint túljár az eszén. |     |                                                            |                    |                                                                      |                                           |
| 23. | 23. | Kártérítést... (Got Insurance?)                            | Mark Jean          | Neal Israel, Paul Maslansky, Pat Proft, Alan Moskowitz, Scott Redman | 1998. május 4. 1999. február 17.          |
| Casey adósságba keveredik egy görbe este után, és kénytelen tartozásáról elismervényt írni egy másik kadétnak. Lester felfigyel a cédulára, és elhatározza, megszerzi, hogy aztán odaadhassa Ledbetternek, aki a bizonyíték segítségével végre kirúgathatja Casey-t. Annie véletlenül biliárdozás közben fejen találja Ledbettert, aki elveszíti az eszméletét. Amikor magához tér, szembetalálja magát az őrangyalával, aki félelmetes képeket mutat neki arról, mi várhat rá a jövőben, és felszólítja arra, hogy hagyja abba a kadétok molesztálását. Casey bármennyire is könyörög, nem tudja megakadályozni, hogy Lester odaadja Ledbetternek az elismervényt, de az őrmester, aki semmi másra nem vágyott jobban, mint hogy megszabaduljon Casey-től, megfogadja az őrangyal figyelmeztetését, és széttépi a cédulát. |     |                                                            |                    |                                                                      |                                           |
| 24. | 24. | Vigyázat, őrangyal! (Angel on My Back)                     | Ron Oliver         | Neal Israel, Paul Maslansky, Pat Proft, Michael Gleason              | 1998. május 11. 1999. február 24.         |
| Hefilfinger tudomására jut, hogy el akarják bocsátani, mert a kevés bevonuló miatt nehéz anyagi helyzetbe került az akadémia. A parancsnok elhatározza, hogy meghirdeti "az év kadétja" versenyt, és azt reméli, hogy az emiatt rájuk irányuló figyelem majd egyre több fiatalt csábít hozzájuk. A média érdeklődésének felkeltése érdekében Hefilfinger bejelenti, hogy a jelöltek meztelenül is felvonulnak. Amikor megérkeznek a szenzációéhes újságírók, a parancsnok kötelességének érzi, hogy ha már beígérte, levetkőzzék, de a háta mögött Annie, Alice és más lányok is ledobálják a ruháikat, s a parancsnok legnagyobb örömére egyik pillanatról a másikra tolongani kezdenek az akadémiára jelentkezők. |     |                                                            |                    |                                                                      |                                           |
| 25. | 25. | Nyakas hódoló (Lend Me Your Neck)                          | Ron Oliver         | Neal Israel, Paul Maslansky, Pat Proft, Michael Gleason              | 1998. május 18. 1999. március 3.          |
| Annie-nek van egy régi imádója, aki jelenleg elmegyógyászati kezelés alatt áll mert azt gondolja magáról, hogy vámpír. Amikor Annie levelet ír neki, melyben megkéri, hogy felejtse el, mert megtalálta az igazit az akadémián, Cesare megszökik az intézetből, hogy Annie szerelmét erőszakkal visszaszerezze. Az akadémián nem találja meg egyből a lányt, ezért Deant és Dirket hipnotizálja, hogy a segítségére legyenek, és innentől kezdve a testvérek is vámpírnak gondolják magukat. Casey segítségével Annie előbb találja meg Cesare-t, mint az őt, és sikerül visszajuttatniuk az intézetbe. |     |                                                            |                    |                                                                      |                                           |
| 26. | 26. | A történet vége (Rich No More)                             | Gary M. Goodman    | Neal Israel, Paul Maslansky, Pat Proft, Alan Daniels                 | 1998. május 25. 1999. március 10.         |
| A téli szünidő előtt Casey és Annie megbeszéli, hogy ezentúl barátként folytatják kapcsolatukat. A kadétok mindannyian elutaznak síelni, ahol az üdülőben Annie és Alice beleszeret a jóképű portásfiúba, de őt egyikük sem érdekli igazán. Casey segít egy csinos vendégnek a csomagjai cipelésében, mire a lány apja tízezer dollárt ajánl fel Casey-nek, ha az hajlandó magát távol tartani a lányától. Casey nem hagyja magát megvesztegetni, és sikerül Diane-t randevúra hívni. Az aggódó apa ekkor egy millió dollárt kínál azért, ha Casey békén hagyja a lányt, és bár Casey egy pillanatra meginog, végül visszautasítja, és megkéri Diane kezét. Az apa először azzal fenyegetőzik, hogy kitagadja a lányát, de végül megenyhül, és áldását adja a fiatalok boldogságára. |     |                                                            |                    |                                                                      |                                           |